# Arcidiocesi di Toluca
L'arcidiocesi di Toluca (in latino: Archidioecesis Tolucensis) è una sede metropolitana della Chiesa cattolica in Messico. Nel 2022 contava 3.377.000 battezzati su 3.799.000 abitanti. È retta dall'arcivescovo Raúl Gómez González.

## Territorio
L'arcidiocesi comprende 33 comuni nella parte centrale dello stato federato del Messico: Almoloya de Juárez, Almoloya del Río, Amanalco, Atizapán, Calimaya, Capulhuac, Chapultepec, Donato Guerra, Ixtapan del Oro, Lerma, Metepec, Mexicaltzingo, Ocoyoacac, Otzolotepec, Rayón, San Antonio la Isla, San Mateo Atenco, San Simón de Guerrero, Santo Tomás, Temascaltepec, Temoaya, Tenango del Valle, Texcaltitlán, Texcalyacac, Tianguistenco, Toluca, Valle de Bravo, Villa de Allende, Villa Victoria, Xalatlaco, Xonacatlán, Zacazonapan, Zinacantepec.
Sede arcivescovile è la città di Toluca, dove si trova la cattedrale di San Giuseppe.
Il territorio si estende su una superficie di 4.815 km² ed è suddiviso in 147 parrocchie.

### Provincia ecclesiastica
La provincia ecclesiastica di Toluca, istituita nel 2019, comprende 3 suffraganee:
- la diocesi di Cuernavaca, eretta nel 1891;
- la diocesi di Atlacomulco, eretta nel 1984;
- la diocesi di Tenancingo, eretta nel 2009.

## Storia
La diocesi di Toluca fu eretta il 4 giugno 1950 con la bolla Si tam amplo di papa Pio XII, ricavandone il territorio dall'arcidiocesi di Città del Messico, di cui era originariamente suffraganea.
Il 2 febbraio 1952 fu istituito il seminario diocesano a Valle de Bravo e l'anno successivo fu trasferito a Toluca.
Il 28 settembre 1960, con la lettera apostolica Salubri ducti, papa Giovanni XXIII proclamò San Giuseppe e san Michele Arcangelo patroni principali della diocesi, e i santi Francesco d'Assisi, Giovanni Maria Vianney e Isidoro Agricola patroni secondari.
Il 27 ottobre 1964 e il 3 novembre 1984 la diocesi cedette porzioni del suo territorio a vantaggio dell'erezione delle diocesi rispettivamente di Ciudad Altamirano e di Atlacomulco.
All'inizio del nuovo millennio, la diocesi affrontava il problema della diffusione delle sette, delle difficoltà economiche degli emarginati e degli operai, la presenza multietnica e l'emigrazione interna.
Il 26 novembre 2009 la diocesi cedette un'ulteriore porzione di territorio a vantaggio dell'erezione della diocesi di Tenancingo.
Il 10 settembre 2018 la Congregazione per il culto divino e la disciplina dei sacramenti ha concesso ai sacerdoti che vivono nella diocesi di celebrare fino a quattro messe la domenica e nelle feste di precetto.
Il 28 settembre 2019 è stata elevata al rango di arcidiocesi metropolitana con la bolla Praeceptis dominicis di papa Francesco.

## Cronotassi dei vescovi
Si omettono i periodi di sede vacante non superiori ai 2 anni o non storicamente accertati.
- Arturo Vélez Martínez † (8 febbraio 1951 - 21 settembre 1979 ritirato)
- Alfredo Torres Romero † (26 luglio 1980 - 15 ottobre 1995 deceduto)
- José Francisco Robles Ortega (15 giugno 1996 - 25 gennaio 2003 nominato arcivescovo di Monterrey)
- Francisco Javier Chavolla Ramos (27 dicembre 2003 - 19 marzo 2022 ritirato)
- Raúl Gómez González, dal 19 marzo 2022

## Statistiche
L'arcidiocesi nel 2022 su una popolazione di 3.799.000 persone contava 3.377.000 battezzati, corrispondenti all'88,9% del totale.
| anno | popolazione | popolazione | popolazione | presbiteri | presbiteri | presbiteri | presbiteri                | diaconi | religiosi | religiosi | parrocchie |
| anno | battezzati  | totale      | %           | numero     | secolari   | regolari   | battezzati per presbitero | diaconi | uomini    | donne     | parrocchie |
| ---- | ----------- | ----------- | ----------- | ---------- | ---------- | ---------- | ------------------------- | ------- | --------- | --------- | ---------- |
| 1950 | ?           | 1.000.000   | ?           | 65         | 65         |            | 0                         |         |           |           | 53         |
| 1966 | 865.321     | 875.321     | 98,9        | 215        | 155        | 60         | 4.024                     |         | 118       | 470       | 98         |
| 1968 | 865.269     | 875.321     | 98,9        | 192        | 159        | 33         | 4.506                     |         | 62        | 520       | 108        |
| 1976 | 950.700     | 957.109     | 99,3        | 223        | 184        | 39         | 4.263                     |         | 68        | 460       | 122        |
| 1980 | 1.029.000   | 1.130.000   | 91,1        | 229        | 191        | 38         | 4.493                     |         | 57        | 383       | 124        |
| 1990 | 1.949.000   | 2.079.000   | 93,7        | 208        | 176        | 32         | 9.370                     |         | 37        | 330       | 118        |
| 1999 | 3.620.088   | 4.000.000   | 90,5        | 275        | 225        | 50         | 13.163                    |         | 72        | 305       | 124        |
| 2000 | 2.959.329   | 3.115.083   | 95,0        | 270        | 239        | 31         | 10.960                    |         | 53        | 305       | 124        |
| 2001 | 3.015.555   | 3.174.269   | 95,0        | 275        | 243        | 32         | 10.965                    |         | 55        | 315       | 124        |
| 2002 | 2.878.775   | 3.234.580   | 89,0        | 287        | 237        | 50         | 10.030                    |         | 68        | 415       | 125        |
| 2003 | 2.878.775   | 3.234.580   | 89,0        | 299        | 252        | 47         | 9.628                     |         | 61        | 380       | 128        |
| 2004 | 2.940.975   | 3.337.280   | 88,1        | 301        | 253        | 48         | 9.770                     |         | 63        | 387       | 128        |
| 2010 | 3.105.000   | 3.318.000   | 93,6        | 346        | 298        | 48         | 8.973                     |         | 83        | 413       | 142        |
| 2012 | 2.341.000   | 2.747.000   | 85,2        | 286        | 253        | 33         | 8.185                     |         | 45        | 330       | 129        |
| 2017 | 2.286.532   | 2.852.147   | 80,2        | 281        | 243        | 38         | 8.137                     |         | 61        | 303       | 139        |
| 2020 | 3.320.192   | 3.735.122   | 88,9        | 322        | 304        | 18         | 10.311                    |         | 37        | 324       | 152        |
| 2022 | 3.377.000   | 3.799.000   | 88,9        | 251        | 233        | 18         | 13.454                    |         | 37        | 157       | 147        |